# Azima
Azima é um género botânico pertencente à família Salvadoraceae.

## Espécies
- Azima sarmentosa